# Католицька церква у Фінляндії
Като́лицька це́рква в Фінля́ндії — друга християнська конфесія Фінляндії. Складова всесвітньої Католицької церкви, яку очолює на Землі римський папа. Керується конференцією єпископів. Станом на 2004 рік у країні нараховувалося близько 8000 католиків (0,15% від усього населення). Існувало 1 діоцезій, які об'єднували 7 церковних парафій.  Кількість  священиків — 16 (з них представники секулярного духовенства — 6, члени чернечих організацій — 10), постійних дияконів — 1, монахів — 12, монахинь — 36.

## Історія
Католицизм був однією з перших форм християнства, що прийшли на терени Фінляндії. Ранні знахідки західно-християнських артефактів датуються 11 - 12 століттям. Натомість, у 16 столітті Фінляндія, що була в той час частиною Швеції, взяла участь у реформації і рішенням шведського короля Густава Ваза Швеція перейшла на лютеранство, церква була націоналізована, а на її чолі став король.
У часи російського панування, були засновані католицькі приходи у Виборзі (1799) та Нельсінкі (1856). У 1920 році після здобуття Фінляндією незалежності був створений Фінський апостольський вікаріат, що у 1955 році отримав статус дієцезії. Фінський єпископ є членом скандинавської Конференції єпископів, яка об'єднує єпископів країн Північної Європи.